# Sân bay Dresden

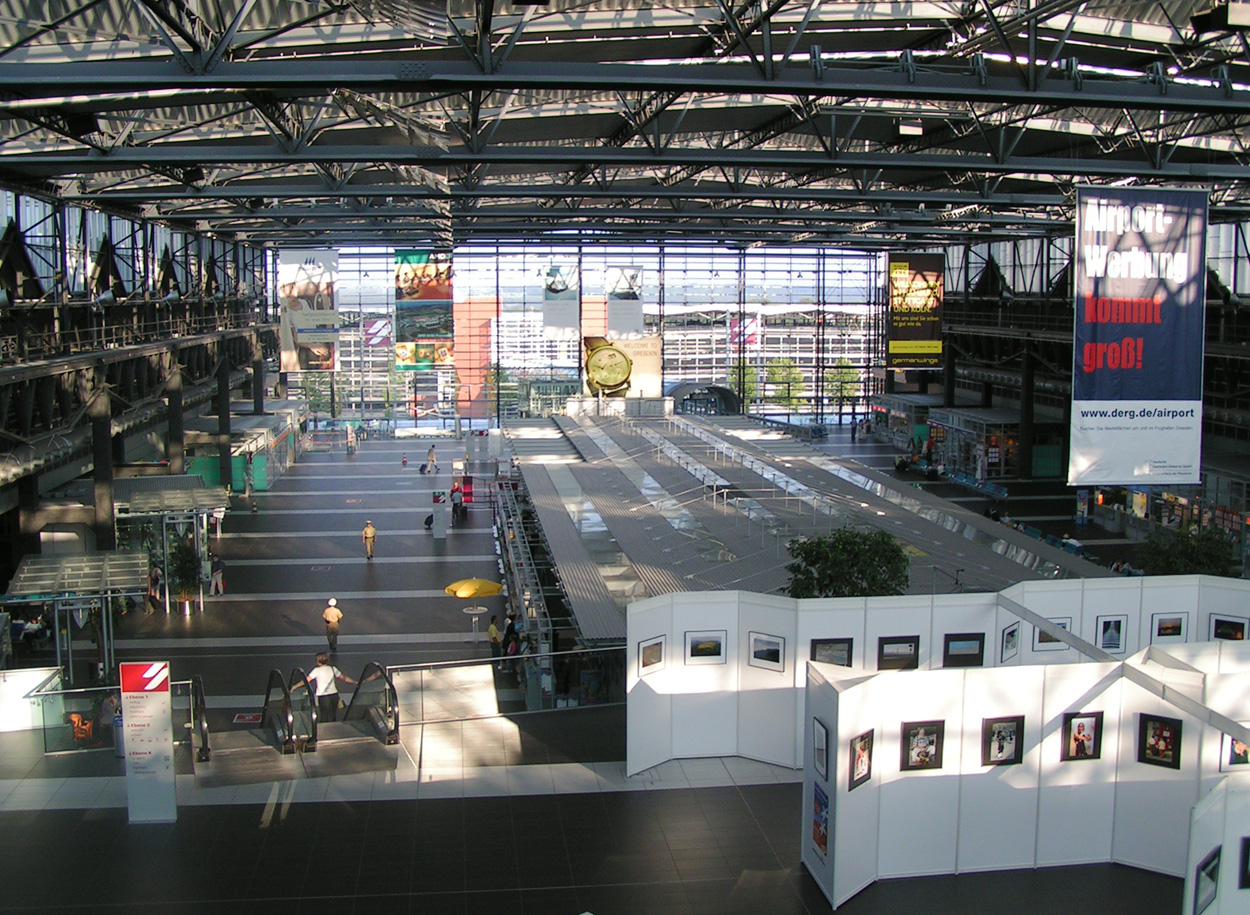
Interior view of the terminal building

Sân bay Dresden (IATA: DRS, ICAO: EDDC), tên cũ là Flughafen Dresden-Klotzsche trong tiếng Đức, là một sân bay quốc tế ở Dresden, Đức. Năm 2005, sân bay này đã phục vụ 1.788.800 lượt kháhc. Sân bay này nằm ở Klotzsche, là một quậnt thành phố Dresden từ năm 1950.
Sân bay Dresden được khai trương ngày 11 tháng 7 năm 1935. Dù ban đầu được quy hoạch làm sân bay thương mại, sân bay này lại có tầm quan trọng trong Đệ Tam Reich. Trong đệ nhị thế chiến, sân bay này chỉ dùng cho quân sự. Các nỗ lực phá hủy công trình và trang thiết bị trước khi quân Đồng minh chiếm Dresden đã thất bại do những nhân viên dân sự ở đây đã chống cự. Trong vài năm sau, sân bay này được Liên Xô dùng làm trung tâm giáo dục quân đội Liên Xô. Sân bay này được mở cửa trở lại phục vụ dân dụng ngày 16 tháng 6 năm 1957. Năm 1959, dịch vụ bay quốc tế tiếp tục, chủ yếu là Khối Đông.
Sau khi Đức thống nhất, sân bay được mở rộng và được kết nối với các thủ đô Tây Âu. Lưu lượng giao thông tăng 7 lần trong nửa đầu thập niên 1990 và nhà ga thứ hai được khai trương năm 1995. Năm 2001, nhà ga thứ 3, nhà ga rộng nhất được khai trương.

## Các hãng hàng không và các tuyến điểm
- airberlin (Antalya, Corfu, Düsseldorf, Faro, Fuerteventura, Ibiza, Heraklion, Kos, Lanzarote, Las Palmas, Menorca, Nuremberg, Palma de Mallorca, Rhodes, Tenerife-South, Thessaloniki)
- Air Via (Bourgas, Varna) seasonal
- Austrian Airlines (Vienna)
- British Airways (London-Gatwick)
- Bulgarian Air Charter (Bourgas, Varna) theo mùa
- Cirrus Airlines (Hamburg, Zürich)
- Eurocypria (Larnaca, Paphos)
- Germanwings [Cologne/Bonn, Stuttgart, Corfu (bắt đầu mùa Hè năm 2008)]
- InterSky (Friedrichshafen)
- Lufthansa (Düsseldorf, Frankfurt, Munich)
- Sky Airlines (Antalya)
- Tunisair (Monastir)